# Südkoreanische Badmintonmeisterschaft 2003
Die Südkoreanische Badmintonmeisterschaft 2003 fand vom 2. bis zum 5. Januar 2004 in Gwangmyeong statt. Es war die 46. Auflage der Titelkämpfe.

## Austragungsort
- Gwangmyeong Indoor Gymnasium

## Medaillengewinner
| Disziplin    | Gold                       | Silber                        | Bronze                      |
| ------------ | -------------------------- | ----------------------------- | --------------------------- |
| Herreneinzel | Lee Hyun-il                | Shon Seung-mo                 | Jang Young-soo              |
| Herreneinzel | Lee Hyun-il                | Shon Seung-mo                 | Park Sung-hwan              |
| Dameneinzel  | Jun Jae-youn               | Lee Yun-hwa                   | Hwang Hye-youn              |
| Dameneinzel  | Jun Jae-youn               | Lee Yun-hwa                   | Lee Jong-boon               |
| Herrendoppel | Lee Jae-jin Jung Jae-sung  | Kim Yong-hyun Yim Bang-eun    | Han Dong-sung Kim Young-gil |
| Herrendoppel | Lee Jae-jin Jung Jae-sung  | Kim Yong-hyun Yim Bang-eun    | Lee Dong-soo Yoo Yong-sung  |
| Damendoppel  | Lee Kyung-won Lee Hyo-jung | Chung Jae-hee Jung Youn-kyung | Yoon Yeo-sook Yim Ah-young  |
| Damendoppel  | Lee Kyung-won Lee Hyo-jung | Chung Jae-hee Jung Youn-kyung | Kim Jin-ok Bae Seung-hee    |
| Mixed        | Kim Dong-moon Lee Hyo-jung | Kim Yong-hyun Joo Hyun-hee    | Yim Bang-eun Yim Kyung-jin  |
| Mixed        | Kim Dong-moon Lee Hyo-jung | Kim Yong-hyun Joo Hyun-hee    | Lee Dong-soo Chung Jae-hee  |